# Oswald Rufeisen
Shmuel Oswald Rufeisen (Żywiec, Polonia, 29 de enero de 1922 – Haifa, Israel, 30 de julio de 1998), más conocido como Daniel, O.C.D., fue un judío polaco que sobrevivió a la invasión nazi de su tierra natal. En el curso del cual se convirtió al cristianismo, convirtiéndose en católico y fraile de la Orden Carmelita Descalza, se mudó a Israel, donde buscó la ciudadanía bajo la Ley del Retorno israelí, pero el gobierno lo rechazó.

## Biografía
Rufeisen nació en una familia judía en Zadziele, cerca de la ciudad polaca de Oświęcim (en alemán: Auschwitz). Durante su juventud, perteneció a Akiva, un movimiento juvenil sionista religioso. En 1941, durante la guerra, ayudó a salvar a cientos de judíos en la ciudad de Mir de la deportación a los campos de concentración. Mientras estaba escondido en un convento de las Hermanas de la Resurrección, se hizo bautizar. Después de la guerra, se unió a la Orden Carmelita, se convirtió en un fraile carmelita descalzo y en sacerdote católico.

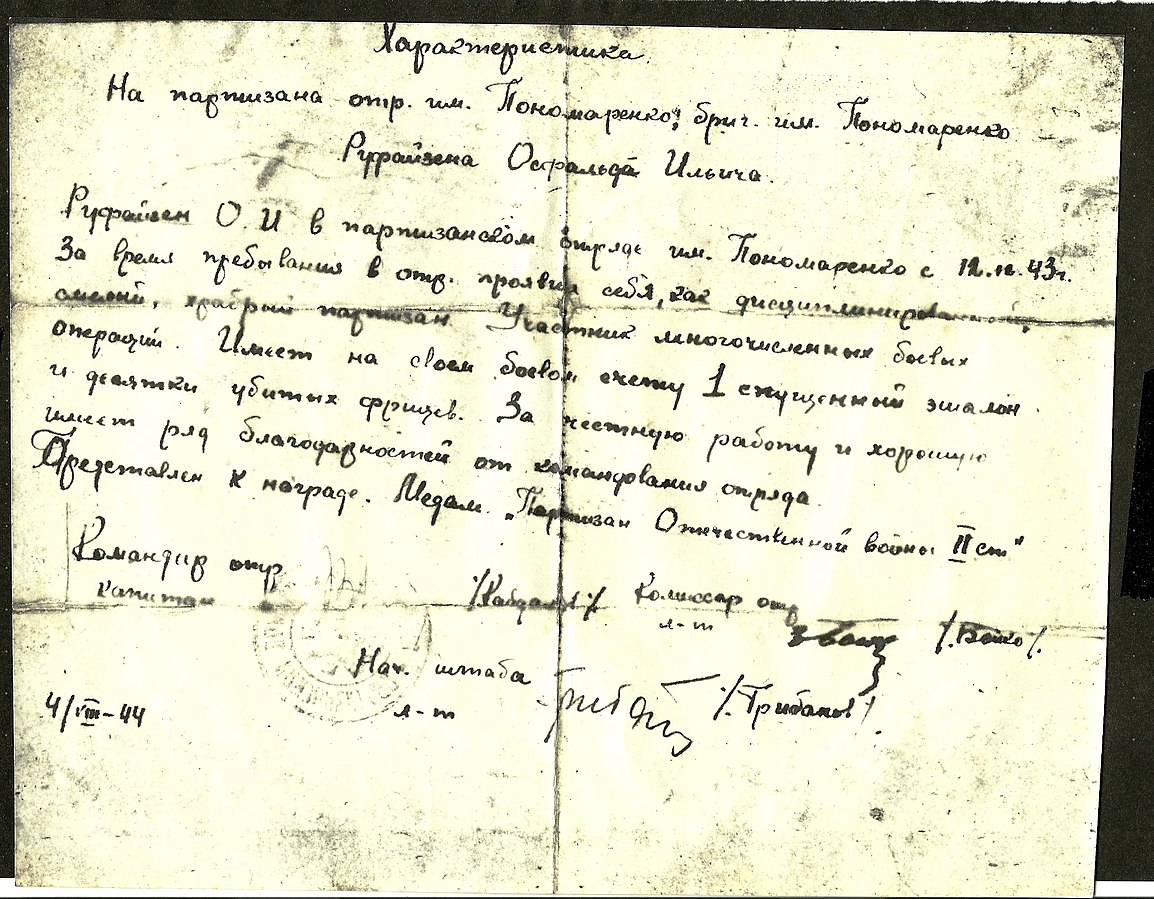
Documento partisano expedido a Oswald Rufeisen 1944.

En la década de 1950, bajo la presión de una ola de antisemitismo por parte del gobierno polaco, Rufeisen solicitó la ciudadanía israelí en virtud de la Ley de Retorno, que autoriza a los judíos a emigrar a Israel. Sostuvo que aunque su religión era el catolicismo, todavía era judío:
"Mi origen étnico es y siempre será judío. No tengo otra nacionalidad. Si no soy judío, ¿qué soy? No acepté el cristianismo para dejar a mi pueblo. Lo agregué a mi judaísmo. Me siento judío. "[4]
Las diferentes ramas del judaísmo tratan a los judíos que se convierten a otras religiones de manera diferente. En el judaísmo ortodoxo y conservador, los conversos todavía se consideran judíos, pero no en el judaísmo reformista.
El gobierno israelí negó la solicitud de Rufeisen, alegando que se había convertido al cristianismo. Rufeisen apeló el caso ante la Corte Suprema de Israel, y en 1962 la Corte confirmó la decisión del gobierno: cualquier judío que se convirtiera a otra religión perdería su acceso preferencial a la ciudadanía israelí (Rufeisen v Ministro del Interior, (1962) 16 PD 2428).
Sin embargo, Rufeisen pudo emigrar a Israel, adquiriendo la ciudadanía a través de la naturalización y vivió el resto de su vida en el Monasterio Carmelita Stella Maris en Haifa como fraile carmelita.

## En literatura
La novela  Daniel Stein, intérprete  de la reconocida escritora rusa Lyudmila Ulitskaya se inspira en la vida de Oswald Rufeisen.